# Coonoor
Coonoor (en tamoul : குன்னூர், kunnūr) est une ville indienne de l'état du Tamil Nadu, située dans les Nilgiris à une altitude de 1 850 m. Sa population était de 50 000 habitants en 2001, ce qui en fait la deuxième plus grande ville des Nilgiri après Ooty.
Coonoor est un centre important pour la production de thé.